# Kristallinkomplex

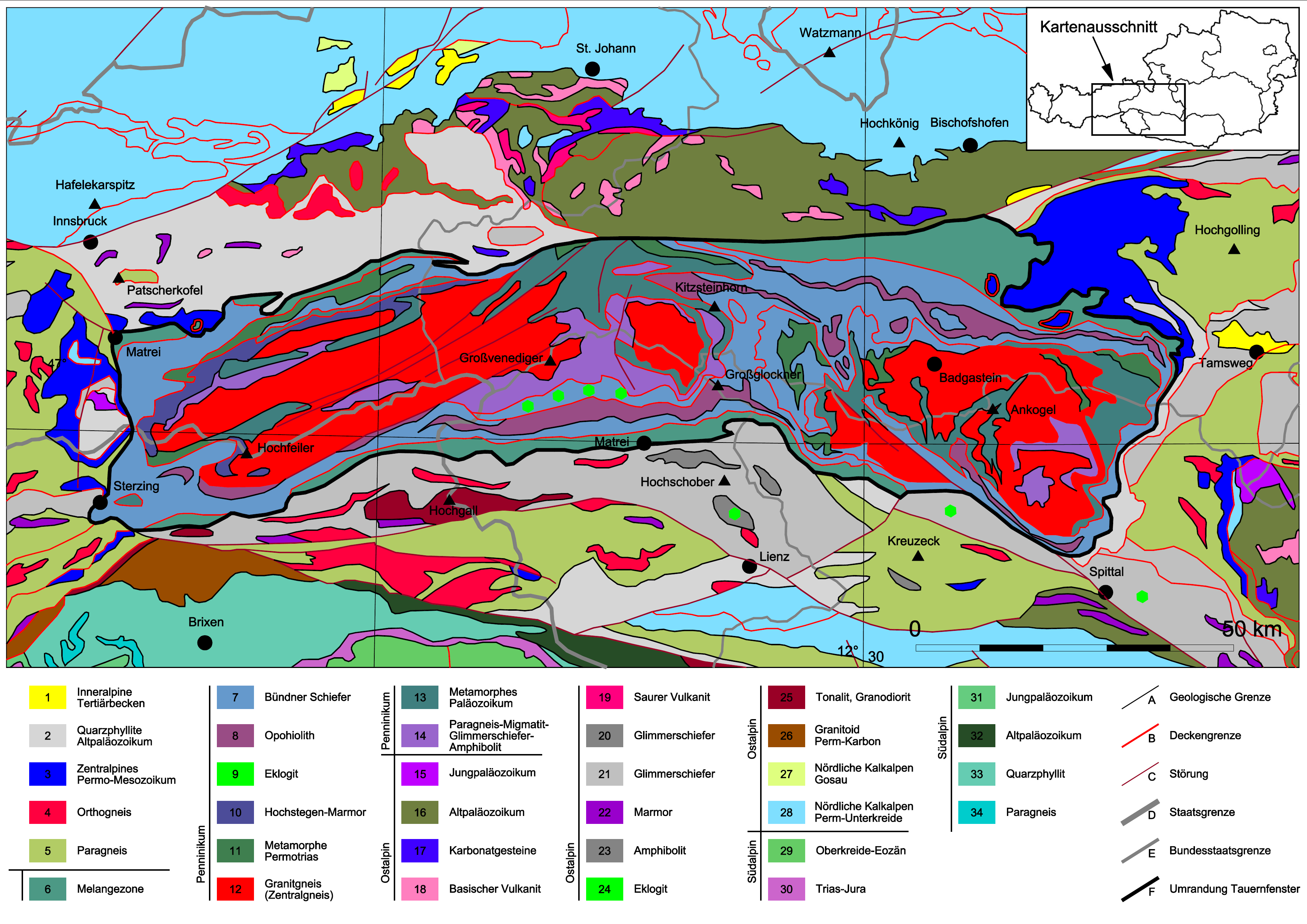
Geologische Karte des Tauernfensters

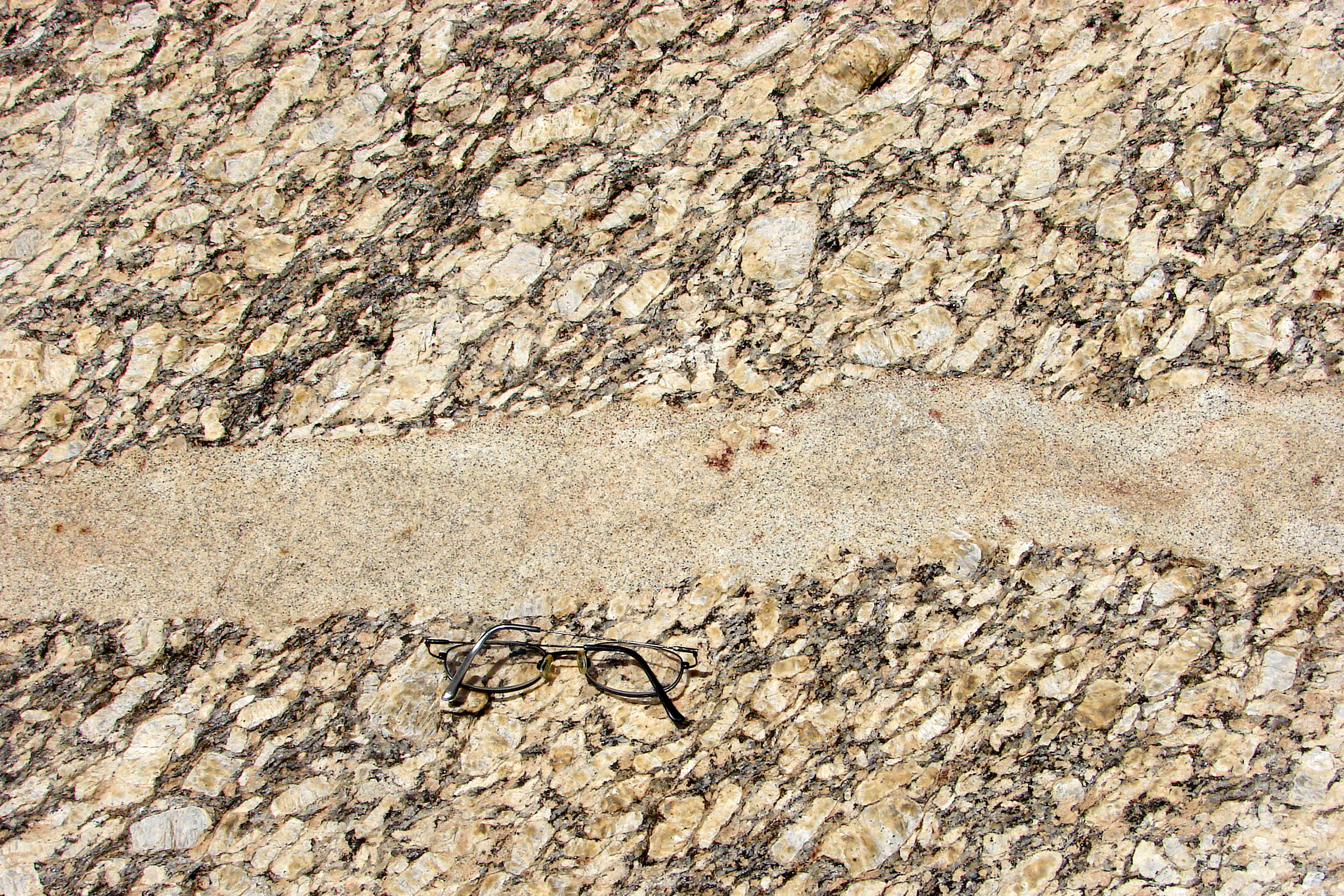
Ein Granitgang durchschlägt einen Augengneis, Niteroi bei Rio de Janeiro, jungpräkambrisches Kristallin des Ribeira-Faltengürtels (Brille zum Größenvergleich)

Ein Kristallinkomplex, vor allem in Zusammensetzungen oft verkürzt zu Kristallin (z. B. in Schwarzwaldkristallin und Tauernkristallin), ist ein komplex aufgebauter, größerer Gesteinskörper, der aus niedrig- bis hochgradigen Metamorphiten sowie oft auch aus unmetamorphen Plutoniten besteht. Diese beiden Gesteinsgruppen werden traditionell in Abgrenzung zu den nicht- und schwächstmetamorphen Sedimentgesteinen unter der Bezeichnung kristalline Gesteine zusammengefasst. Bei den metamorphen Gesteinen eines Kristallinkomplexes handelt es sich meist um mittelgradige „Dynamometamorphite“ wie Gneise, Glimmerschiefer und Amphibolitschiefer, seltener um Hochdruckgesteine wie Granulit oder Eklogit. Diese Metamorphite, die erdgeschichtlich sehr alt sein können, sind im Laufe ihrer Genese mindestens einmal tief in die Erdkruste versenkt (teilweise deutlich mehr als 10 Kilometer Tiefe) und durch eine Gebirgsbildung wieder relativ nahe an die Erdoberfläche (einige wenige Kilometer Tiefe) gebracht (exhumiert) worden. Die unmetamorphen, meist granitoiden Plutonite sind das Ergebnis großer Mengen von Magma, die in der Spätphase der Gebirgsbildung in die exhumierten metamorphen Gesteinskomplexe aufdrangen und dort auskristallisierten. Infolge von anhaltender Hebung solcher Krustenbereiche und damit einhergehender kontinuierlicher Erosion bzw. Denudation können gemischt plutonisch-metamorphe Gesteinssuiten heute großflächig als Bestandteile sogenannter Rumpfgebirge an der Erdoberfläche ausbeißen. In regionalgeologischem Zusammenhang werden prä-mesozoische Kristallinkomplexe, unabhängig davon, ob sie oberflächlich anstehen oder nicht, auch als kristallines Grundgebirge bezeichnet. Regionen, deren Untergrund aus niedriggradigen Metamorphiten (Phyllite, Grünschiefer) aufgebaut sind, werden in der Regionalgeologie Deutschlands nicht immer den Kristallinkomplexen hinzugerechnet, sondern bisweilen noch als „Schiefergebirge“ angesprochen. Sie bilden oft die sogenannten Schieferhüllen der höhermetamorphen Bereiche bzw. die Übergangszonen zwischen unmetamorphem Schiefergebirge und „eigentlichem“ Kristallin.
Größere und kleinere Kristallinkomplexe, die aus der Variszischen Orogenese hervorgegangen sind und daher zum variszischen Grundgebirge zählen, kennzeichnen die Oberflächengeologie Mitteleuropas. Ein besonders großer Kristallinkomplex ist hierbei die Böhmische Masse. In kleinerem Umfang beißt kristallines (variszisches) Grundgebirge u. a. im Schwarzwald, Odenwald und Spessart sowie im Thüringer Wald aus, wobei diese Kristallingesteine zu einer anderen Struktureinheit des Varistikums gehören als der überwiegende Teil der Böhmischen Masse, nämlich zur sogenannten Mitteldeutschen Kristallinzone (auch Mitteldeutsche Kristallinschwelle genannt). Besonders altes Kristallin steht besonders großflächig auf den kontinentalen Schilden an.
Auch in erdgeschichtlich jungen Faltengebirgen wie den Alpen tritt Kristallin zutage. Teilweise ist dies auf die Einverleibung prä-mesozoischer Kristallinkomplexe (sogenanntes Altkristallin) in das Alpenorogen zurückzuführen (z. B. das Mont-Blanc-Massiv), teilweise sind diese Kristallinkomplexe aber – zumindest partiell – erst im Zuge der Alpenentstehung gebildet worden (z. B. das Tauernmassiv).